# Michle
Michle (německy Michl) je městská čtvrť a katastrální území v Praze, jihovýchodně od centra, s jádrem v údolí Botiče a zahrnující i Kačerovský vrch s okolím. Převažující část patří do městské části Praha 4, pouze východní část vrchu Bohdalce a michelská část Slatin patří do městské části Praha 10. Vymezení Michle jako katastrálního území se nepatrně liší od vymezení Michle jako části obce (ZSJ Sídliště Spořilov I-východ se 4 adresami v části Kremnické ulice patří katastrálně k Michli, ale evidenčně k Záběhlicím).

## Historie Michle

### Vesnice

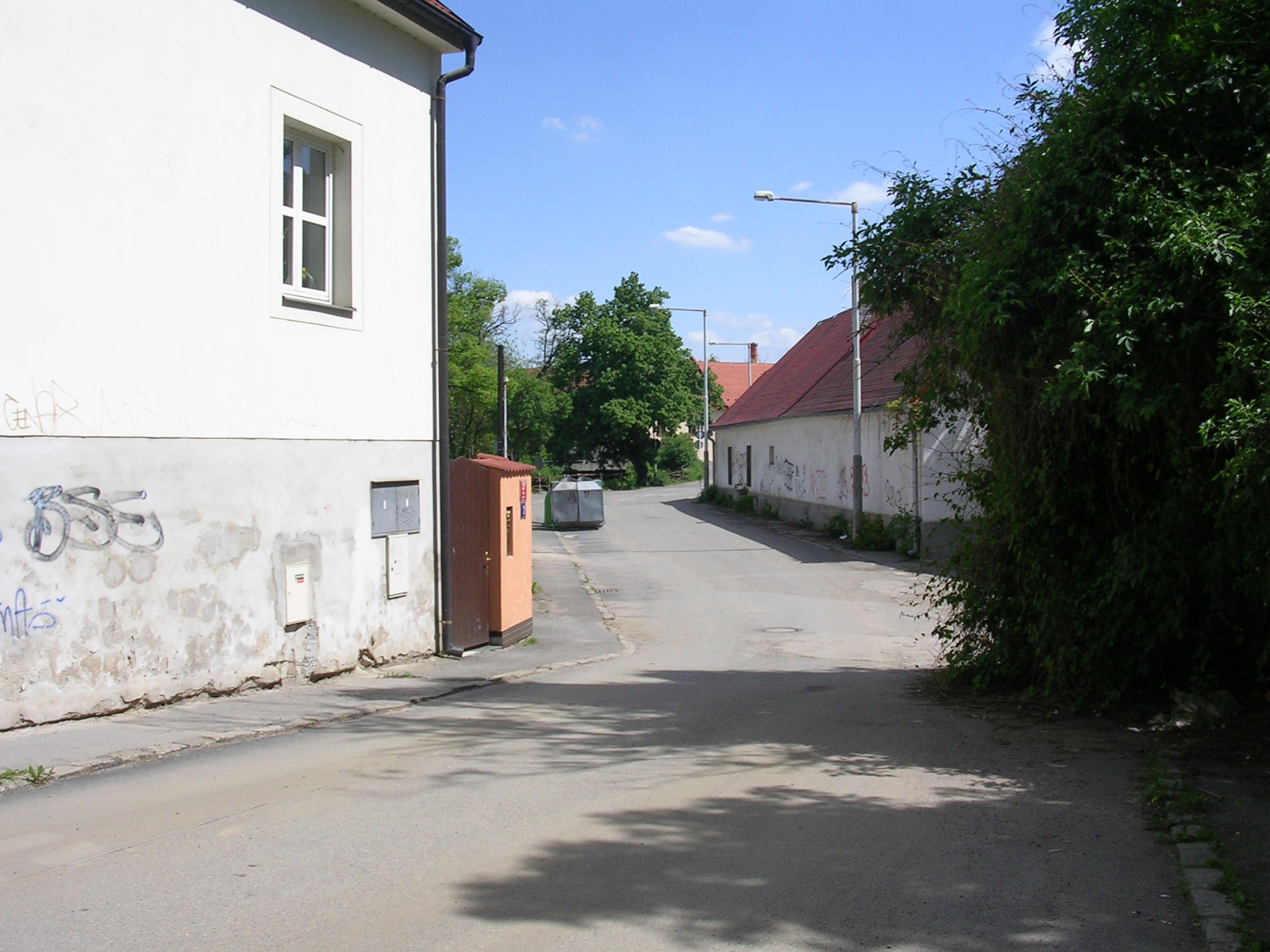
Ulice U michelského mlýna nese stopy původního venkovského charakteru Michle

Poprvé se statek Michle zmiňuje nepřímo ante quem v roce 1185, když se mezi poddanými Vyšehradské kapituly uvádějí zlatník Prowod a jeho syn Janis z Michle, v latinském originálu listiny „Prowod aurifaber et filius eius Janis de Michel“. Ve falsu listiny krále Přemysla Otakara I., hlásícímu se k roku 1222, je Mihle společně s dalšími vesnicemi potvrzena jako majetek vyšehradské kapituly získaný již králem Vratislavem I. Dále se v roce 1279 objevuje Jindřich z Michle mezi svědky smlouvy břevnovského opata, dále Michle patřila k majetku benediktinského v kláštera na Břevnově.
Původně „Michelj“ znamenalo „Michlův dvůr“ od os. jména Michel, Michal, Michael. Na úrodných pozemcích byly poplužní dvůr, mlýn, louky, lesy, sladovny, vinice a zahrady. Ve 14. století byla Michle poměrně velkou osadou, k níž od konce středověku náležela také synagoga. Roku 1420 si Michli přivlastnilo radikální husitské křídlo – pražané. Roku 1436 král Zikmund za 500 zlatých prodal ves (Villa) a panství Michle sladovníku Janu Rečkovi z Ledec, zakladateli Rečkovy studentské koleje pražské univerzity. Ten roku 1438 ves Michel odkázal univerzitě, aby z věčného platu byl financován provoz koleje na Starém Městě pro 12 rodem českých studentů. Roku 1506 nechal Jiří Kopidlanský Michli vypálit za to, že pražané sťali jeho bratra. K roku 1509 existuje místní označení nad Michlem a z roku 1509 nad Michlí. Roku 1605 se připomíná škola, od roku 1724 kaple.
Artistické a právnické fakultě Karlo-Ferdinandovy univerzity ves patřila až do zrušení poddanství v roce 1848. Administraci od konce 16. století prováděli jezuité z novoměstské koleje od sv. Ignáce na Novém Městě, od roku 1702 byla farní správa u sv. Mikuláše ve Vršovicích a prováděla se misijním způsobem, stejně jako v Krči, Podolí a v Nuslích u sv. Pankráce.
Během 2. poloviny 19. století mizel zemědělský ráz vesnice a na pozemcích přibývalo výrobních objektů. K roku 1900 byla Michle s 6144 obyvateli, mlýnem, cihelnou, pivovarem, zpracováním železa a zelinářstvím jednou ze vsí okresu Královské Vinohrady.

### Michle součástí Prahy

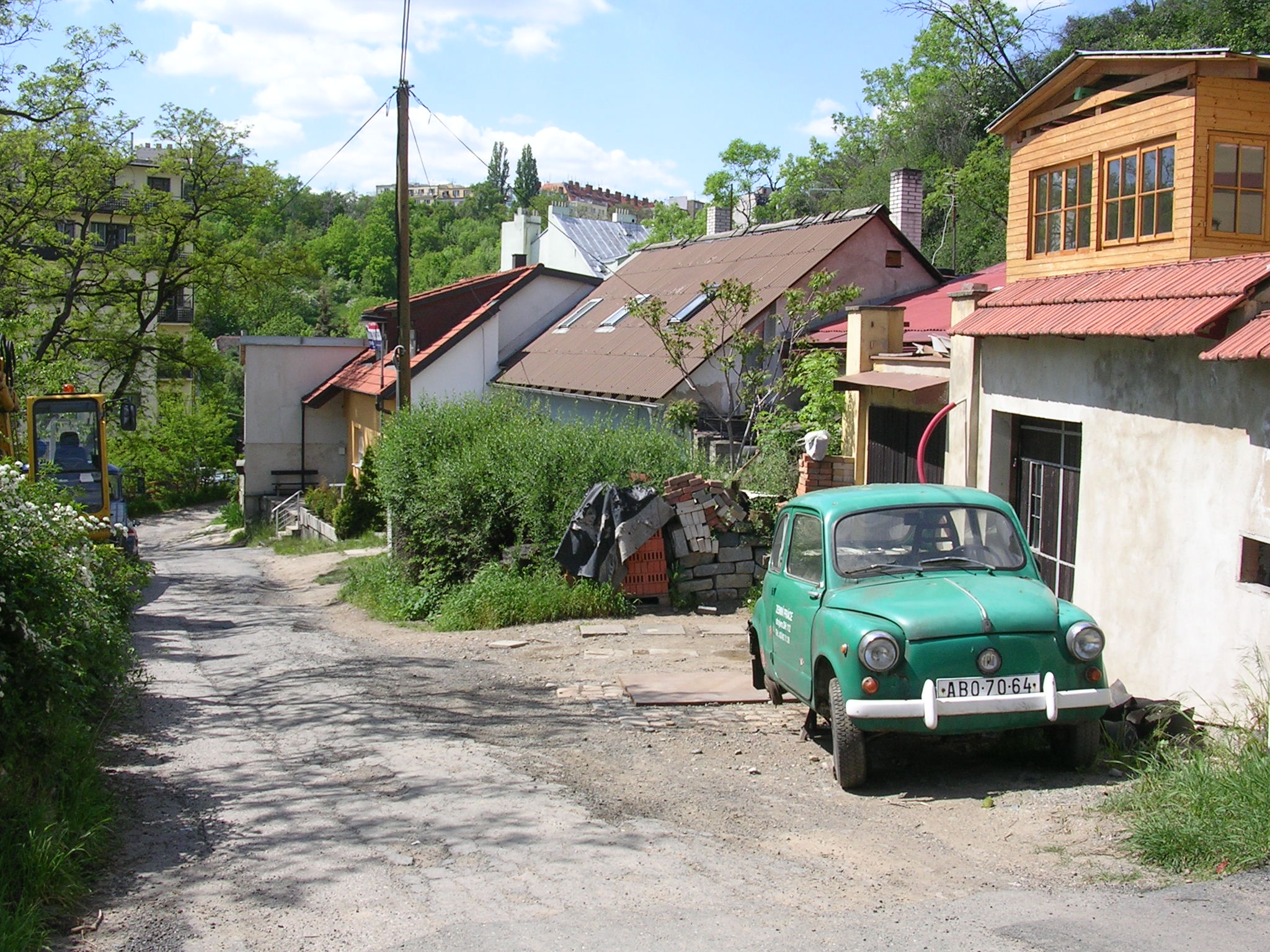
Nouzové domky ve svahu Bohdalce nad hlavní křižovatkou Michelské a Nuselské ulice v centrální Michli

Roku 1922 byla ves Michle s 9318 obyvateli a 446 domy připojena k Praze, v níž pak tvořila součást obvodu Praha XIV (Nusle, Michle, Krč). V roce 1949 byla severovýchodní část k. ú. Michle přičleněna k Praze 13 (s Vršovicemi a částí Záběhlic) a druhá část k Praze 14 (s Nuslemi, Lhotkou, a částí Krče). V r. 1960 se větší část k. ú. Michle stala součástí obvodu Praha 4 a v roce 1990 součástí městské části Praha 4. Severní část Michle, tedy vrch Bohdalec včetně autobusových a kamiónových garáží a část nouzové kolonie Na Slatinách, je součástí městského obvodu a městské části Praha 10.

### Nouzové kolonie
Zejména po připojení k Praze vznikaly v okolí Bohdalce a v širším území zasahujícím i do Záběhlic, Vršovic a Strašnic rozsáhlé nouzové kolonie. Malé improvizované domky vyrostly při jižním úpatí Bohdalce (část jich byla zbořena při rozšíření ulice U plynárny v 80. letech 20. století), rozsáhlé území s charakterem slumu vzniklo ve druhé polovině 20. let a ve 30. letech na východní straně Bohdalce a v údolí Slatinského potoka. Ačkoliv dnes jsou kolonie Na Slatinách a Pod Bohdalcem oficiálně zahrádkářskými koloniemi, dosud v nich stojí mnoho původních staveb a některé z nich jsou do dnešní doby stále ještě obydleny. Od 20. let 20. století až dosud vzniklo a dosud vzniká mnoho rozvojových plánů této oblasti, ale dosud žádný celoplošný nebyl realizován: v místě části původní kolonie vznikla elektrická rozvodna a obytné domy energetiků, autobusové garáže DP, kamionové garáže patřící původně ČSAD, severovýchodní část odstavného nádraží Praha-jih a několik dalších objektů, přítomnost vysokonapěťových vedení v okolí elektrorozvodny však komplikuje jiné využití území.

### Městská výstavba
V Michli se vyskytují všechny základní typy městské zástavby, od secesních činžovních domů z přelomu 19. a 20. století přes chudinskou zástavbu, funkcionalistické domy první poloviny 20. století, socialistickou sídlištní výstavbu (sídliště Michelská), průmyslové a obchodní zóny až po moderní komerčně budované čtvrtě.

## Území

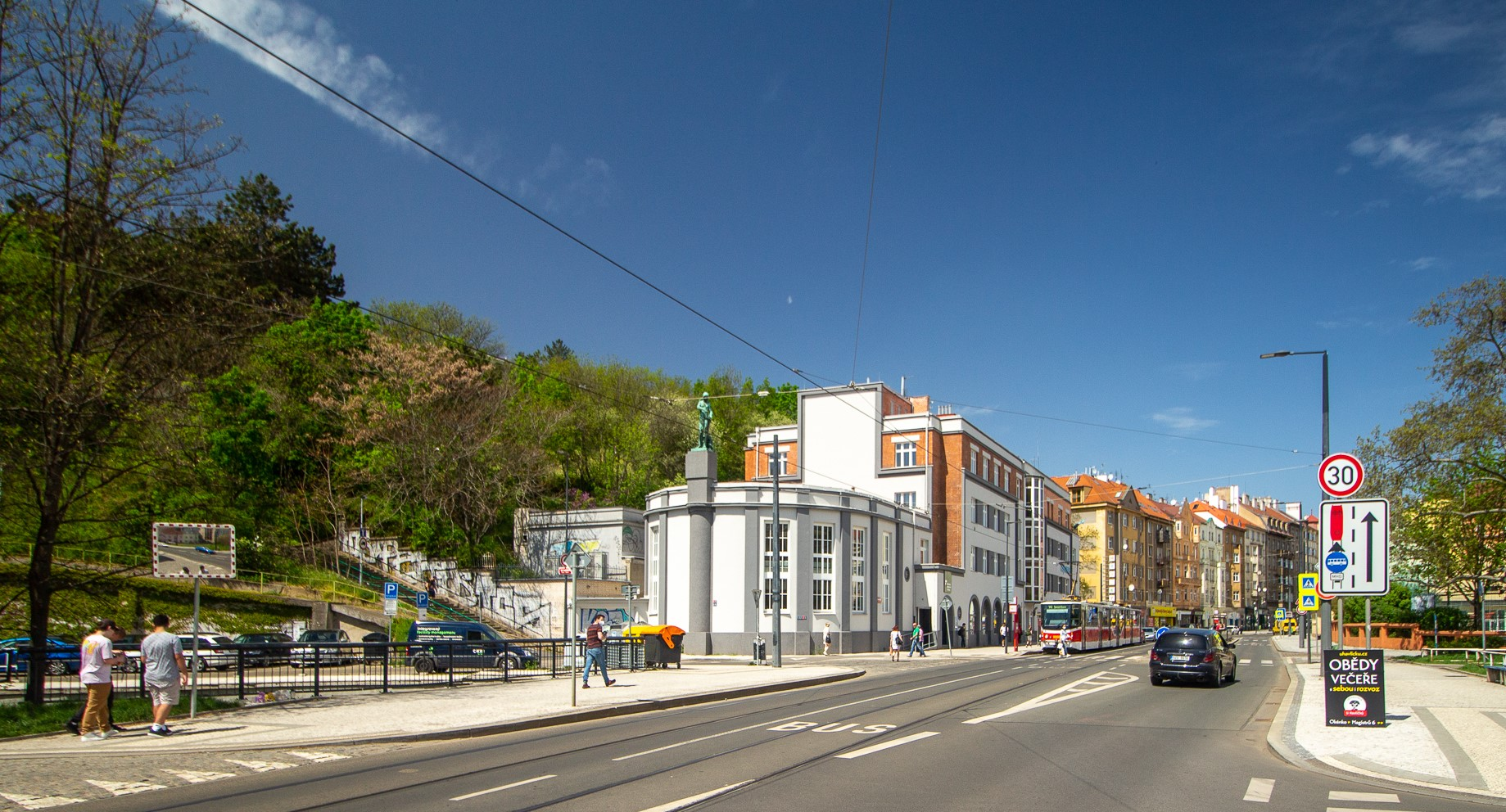
Nuselská ulice

### Dolní Michle

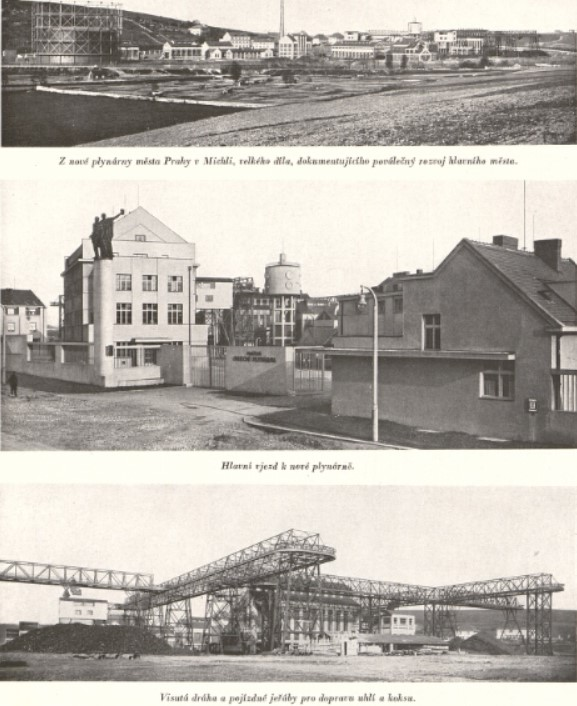
Plynárna v Michli (Světozor, 1927)

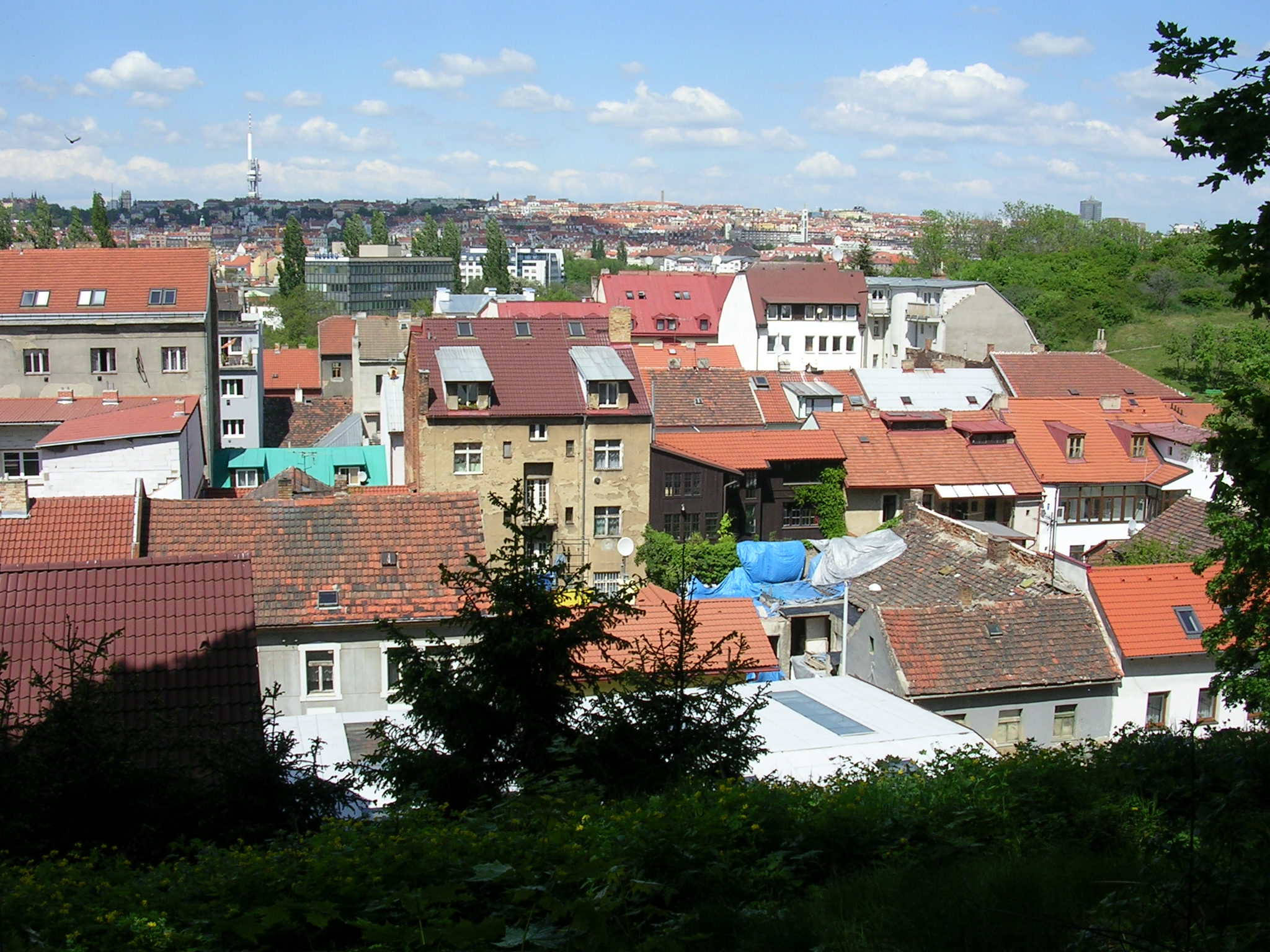
Část Michle severně od Bohdalce

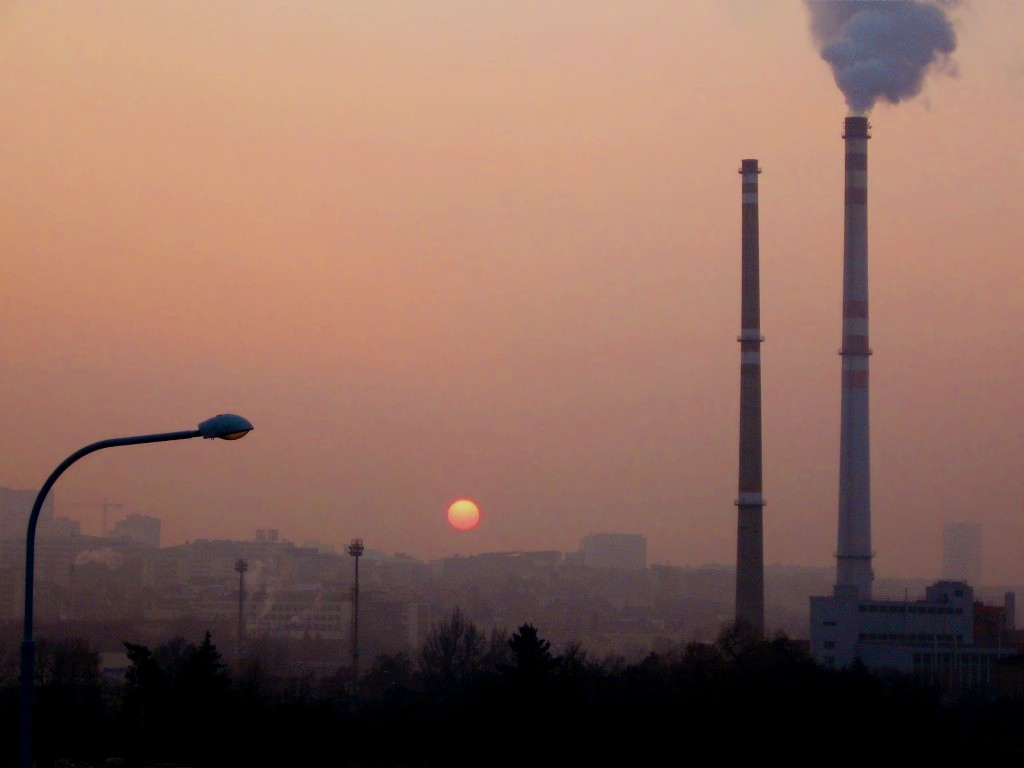
Teplárna Michle

Historické venkovské jádro Michle leží kolem zákruty Botiče obtékajícího Bohdalec západní stranou, zejména u dolní části Michelské ulice a podél ulice U michelského mlýna.
Severně od Bohdalce (Tyršova vrchu) je zástavba na levém břehu kolem ulic Adamovská, Jivenská, Mendíků (hranici Michle s Nuslemi tvoří ulice K Podjezdu), v ulici Mendíků je základní škola. Na pravém břehu potoka se nachází areál výrobního družstva NAPAKO, vedle něhož v roce 2013 vznikla zástavba nových domů je blok zástavby s ulicemi Magistrů a Pod Stárkou, Sokol Michle (sokolovna), nad kterou se vypíná vrch Kapitol s dětským a sportovním hřištěm.
Západně od Tyršova vrchu a Nuselské ulice jsou v úzkém údolí kolem Botiče ulice U michelského mlýna a Ve vilách, se zbytky venkovské zástavby, a ulice Na kolejním statku, do níž pokračuje pás několikapatrových obytných domů z ulice Nuselské. K Michli patří také pruh zástavby nad údolím na okraji nuselské čtvrti Jezerka, včetně poloviny objektu Střední průmyslové školy stavební Josefa Gočára.
V údolí jižně od Bohdalce je několik menších i větších průmyslových objektů. Nejvýznamnější jsou plynárna a teplárna, bývalá mýdlárna Hellada, objekt TONAK (továrna na klobouky) Rozsáhlé odstavné nádraží Praha-jih, zahrnující i železničářské ubytovny a administrativní objekty, urbanisticky odděluje průmyslovou část Michle a Bohdalec od centra Michle a Kačerova. Mezi areálem plynáren a odstavným nádražím a pod areálem teplárny protéká ještě potok Botič.

### Bohdalec a Slatiny
Bohdalec je Bohdaleckým zářezem rozdělen na dva kopce: západní Tyršův vrch je téměř celý zalesněn, pouze u jeho vrcholu je sportovní areál, který dnes slouží jako centrum lukostřelby. Východní bohdalecký kopec je v západní části také zalesněn (s parkovými úpravami a vybavením). Hlavní část Bohdalce (západně od Bohdalecká ulice) je zastavěna z michelské i vršovické strany, a to jak rodinnými domky, tak i nízkými paneláky a blokem starších činžovních domů u křižovatky Chodovská. Výraznou dominantou jsou čtyři vysoké věžové cihlové domy v ulici V dolině.
Osou části východně od Bohdalecké ulice, kde se Bohdalec svažuje ke Slatinskému potoku, je po hřebeni vedoucí ulice Pod Vršovskou horou. Severně od ní jsou Sedmidomky, kolonie Pod Bohdalcem, objekt autobusových garáží Dopravního podniku (původně trolejbusových), obytná zástavba v okolí Novobohdalecké a Elektrárenské ulice a areál elektrické rozvodny. Jižně od ulice Nad Vršovskou horou jsou deponovací a průmyslové areály Pražského stavebního podniku (k němuž přísluší i objekt stanice technické kontroly vozidel), Connex (odstav kamionů) a dalších firem. Zajímavostí je dřevěný přízemní školní areál, který posloužil k natočení filmu Obecná škola. Východně od železniční tratě napojující odstavné nádraží Praha-jih na seřaďovací nádraží Praha-Vršovice se rozkládá kolonie Na Slatinách, která pokračuje až do Strašnic.
Nad počátkem názvu čtvrti Bohdalec bylo mnoho diskusí a rozborů a nejpravděpodobnější se zdá teorie, že tato čtvrť byla pojmenovaná podle názvu vesnice Bohdalec na Českomoravské vrchovině, neboť její historie sahá až do 14. století. Jde pravděpodobně o iniciativu některého z bohdaleckých vysídlenců.[zdroj?]

### Horní Michle a Kačerov

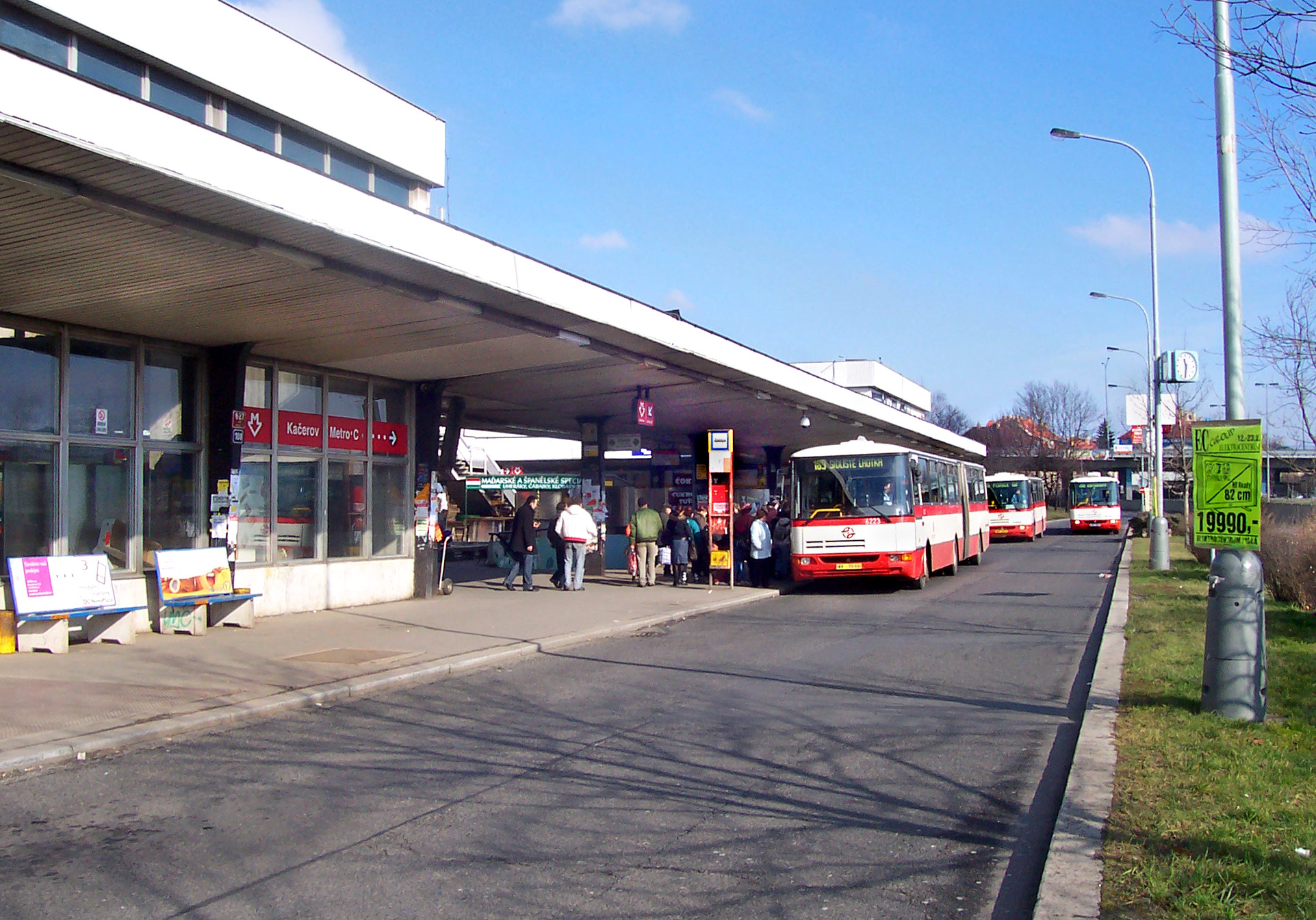
Dopravní terminál Kačerov u horní části Michelské ulice

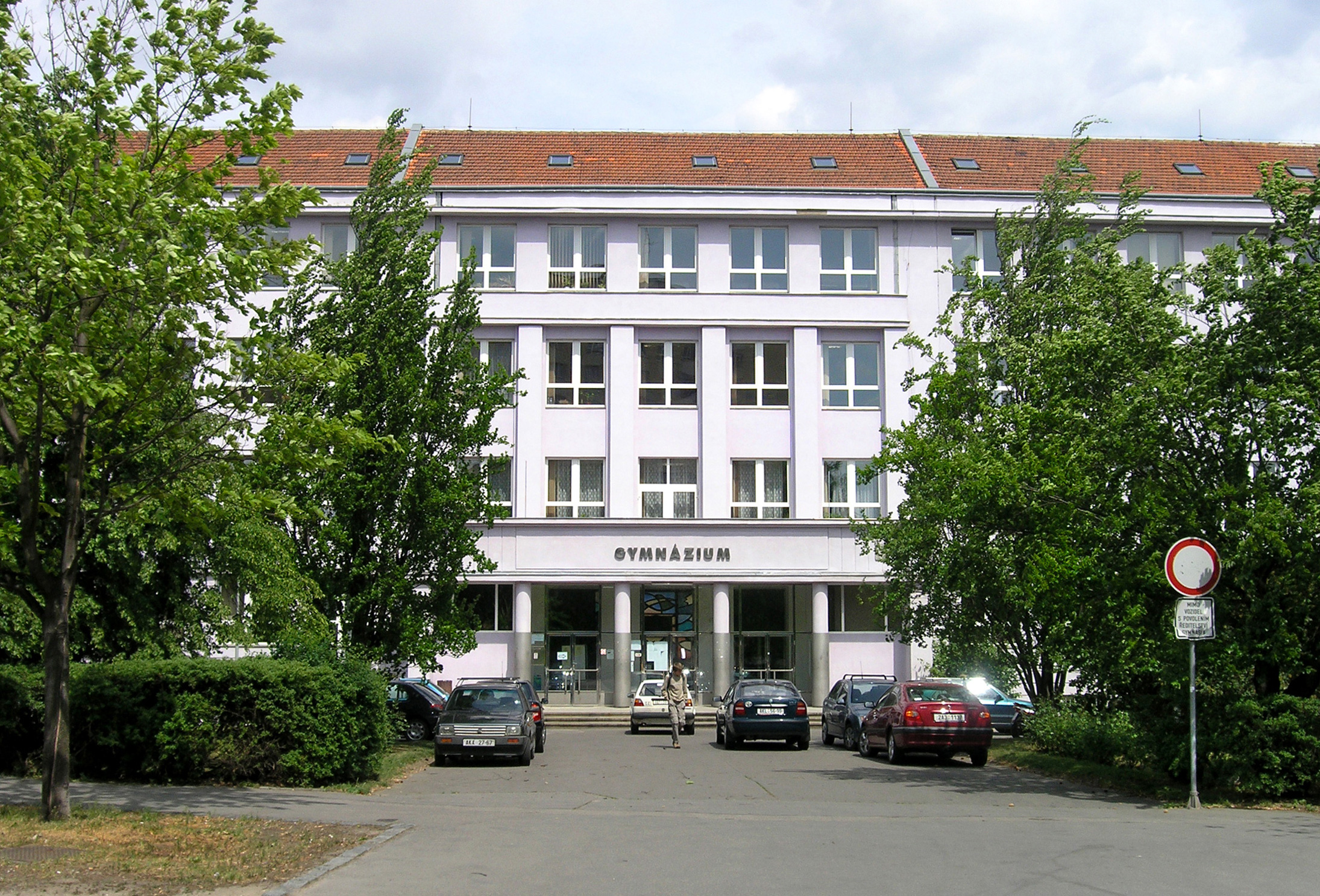
Gymnázium Budějovická

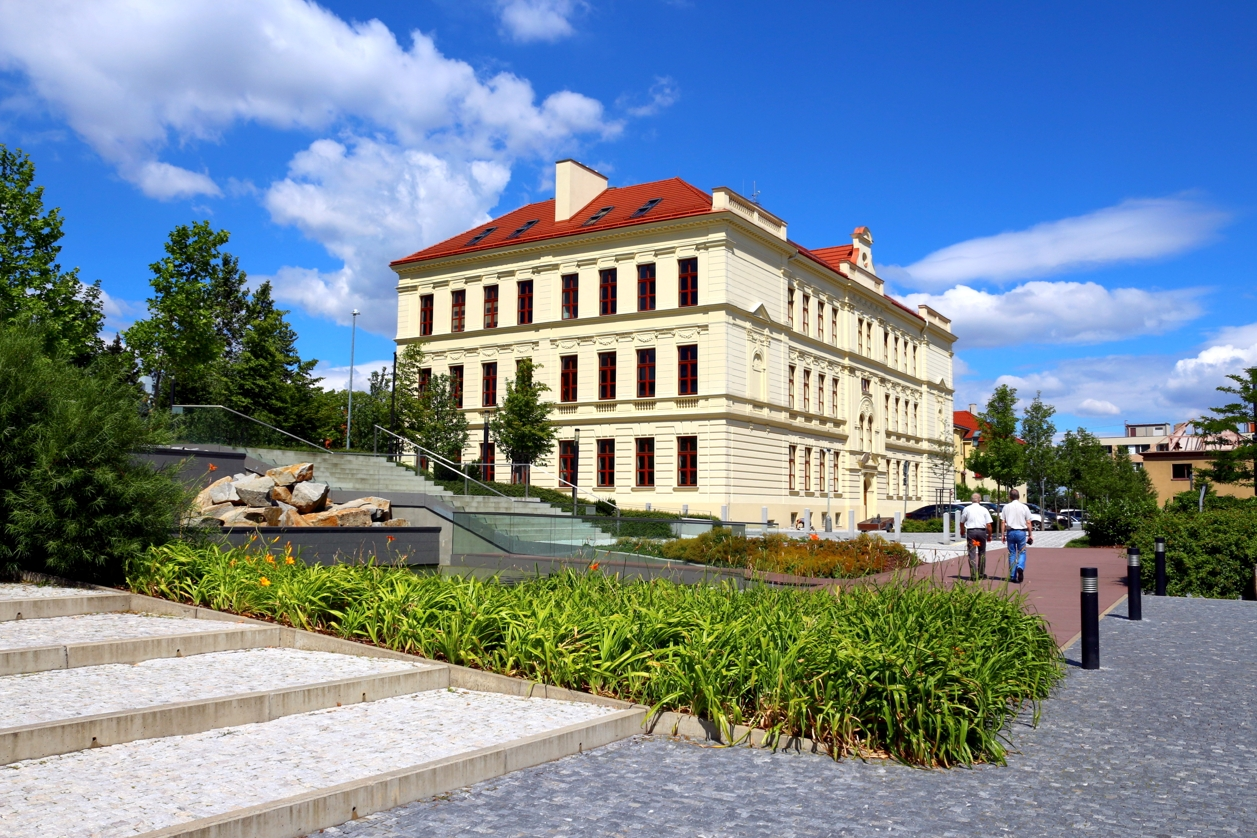
Základní a mateřská škola Elijáš

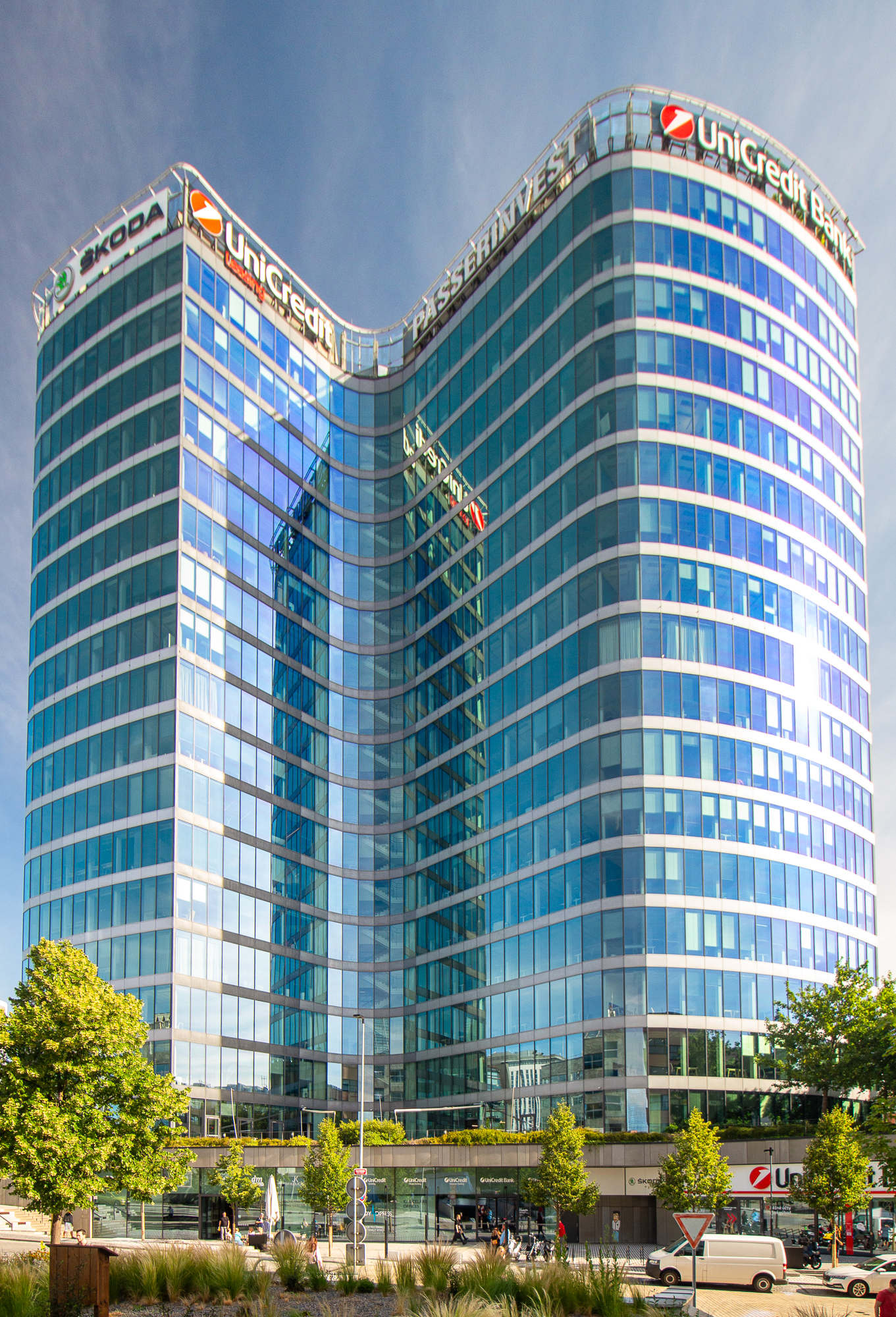
BB Centrum: budova Filadelfie

Obydlenější části Michle leží na kopci na levé straně od Botiče. Ve svahu podél severní části Michelské ulice se vine ulice Ohradní, kolem které jsou umístěny gymnázium Elišky Krásnohorské a odborné učiliště, činžovní domy i panelová sídlištní zástavba i moderní areál základní školy. Východně od Michelské ulice jsou bloky zástavby kolem ulic Hadovité, Vnější, Vnitřní a Prostřední, za Pekárenskou ulicí rozsáhlý objekt bývalých Michelských pekáren. V michelské části pankrácké pláně se nachází například kostel Narození Panny Marie a v jeho blízkosti stará michelská škola, zrenovovaná v rámci výstavby BB Centra v roce 2010, ve které dnes sídlí soukromá Křesťanská základní a mateřská škola Elijáš. Mezi severojižní magistrálou a Budějovickou ulicí se nachází vodárenská věž, objekt někdejšího ČKD Polyservis, nákupní centra Bauhaus a Delvita, sídliště Michelská. V blízkosti sídliště jižně od Vyskočilovy ulice je rozsáhlý školní areál, v němž sídlí několik škol.
Část Michle zhruba jižně od Vyskočilovy ulice se jmenuje Kačerov. V oblasti severně od Budějovické ulice jsou páteřemi zástavby ulice Bítovská, Jihlavská a Sedlčanská, u Budějovické ulice zde stojí gymnázium, oblast spadá na jihovýchodě ke stanici metra Kačerov a na severozápadě ke stanici Budějovická. V okolí Vyskočilovy ulice východně od magistrály se nachází sportovní, kulturní a administrativní centrum Brumlovka a BB Centrum. Zde má sídlo množství velkých českých i nadnárodních společností (ČEZ, Microsoft, GE Money Bank, Hewlett-Packard, O2 Czech Republic, UniCredit Bank ad.) Západně od horní části Michelské ulice je čtvrť rodinných domků obklopená ulicemi Podle Kačerova a V zápolí, v níž se nacházejí například ulice Na lánech, Na rolích, Na dílech, Na nivách, Na úlehli, Na dědinách, Na brázdě, Na záhonech, Na úhoru, Mezipolí, Na novině, Na líše, Na návrší, Na Kačerově, Kačerovská.
Železniční tratě (nuselsko-modřanská dráha a železniční jižní spojka) oddělují od Michle michelské areály Dopravního podniku hl. m. Prahy: autobusové garáže Kačerov a depo metra Kačerov. V těchto místech se v roce 1969 nalézaly "Spořilovské koleje Univerzity Karlovy" odkud začínal 16. ledna 1969 ráno svoji poslední cestu do Prahy Jan Palach.
Jižním výběžkem Michle, za Jižní spojkou, je Michelský les, severozápadní část Kunraticko-michelského lesa. Při jeho severním okraji vede ulice U Michelského lesa, u níž je i diagnostický ústav pro mládež. Michelským lesem prochází pěší žlutě značená trasa č. 6122 z Roztyl do Kunratic.

### Kaple Narození Panny Marie

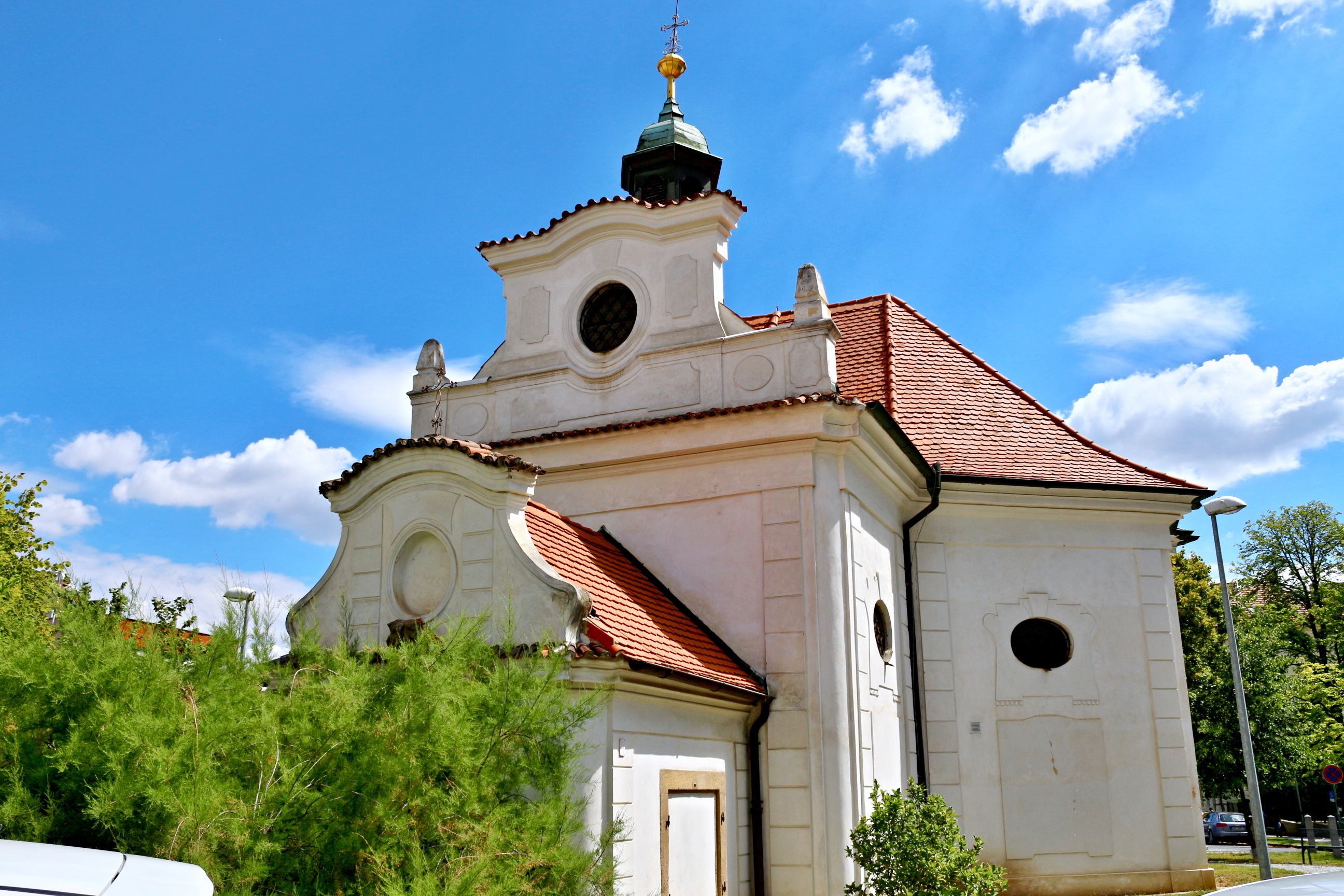
Kostel Narození Panny Marie

Na místě starší kaple nebo nedaleko ní dal roku 1724 univerzitní profesor práv JUDr. Václav Neumann z Puchholtze vystavět na vršku větší kapli „ku cti Bl. Panny Marie Pomocné a čtrnácti sv. pomocníkům“, dnešní kostel Narození Panny Marie, s domkem pro kostelníka. Prvním knězem se zde v letech 1724–1730 stal Jan Šebesta. Jmění kostela činilo 7000 zlatých a nestačilo dlouhodobě na provoz a údržbu fary, proto byla správa zajišťována misionářsky, většinou z Vršovic. Roku 1857 byla při kostele zřízena samostatná michelská farnost. Kostelík na půdorysu nepravidelného osmiúhelníku s dvěma obdélníkovými přístavky má neobyčejně silné stěny, barokní štíty a oltáře.

### Michelská madona

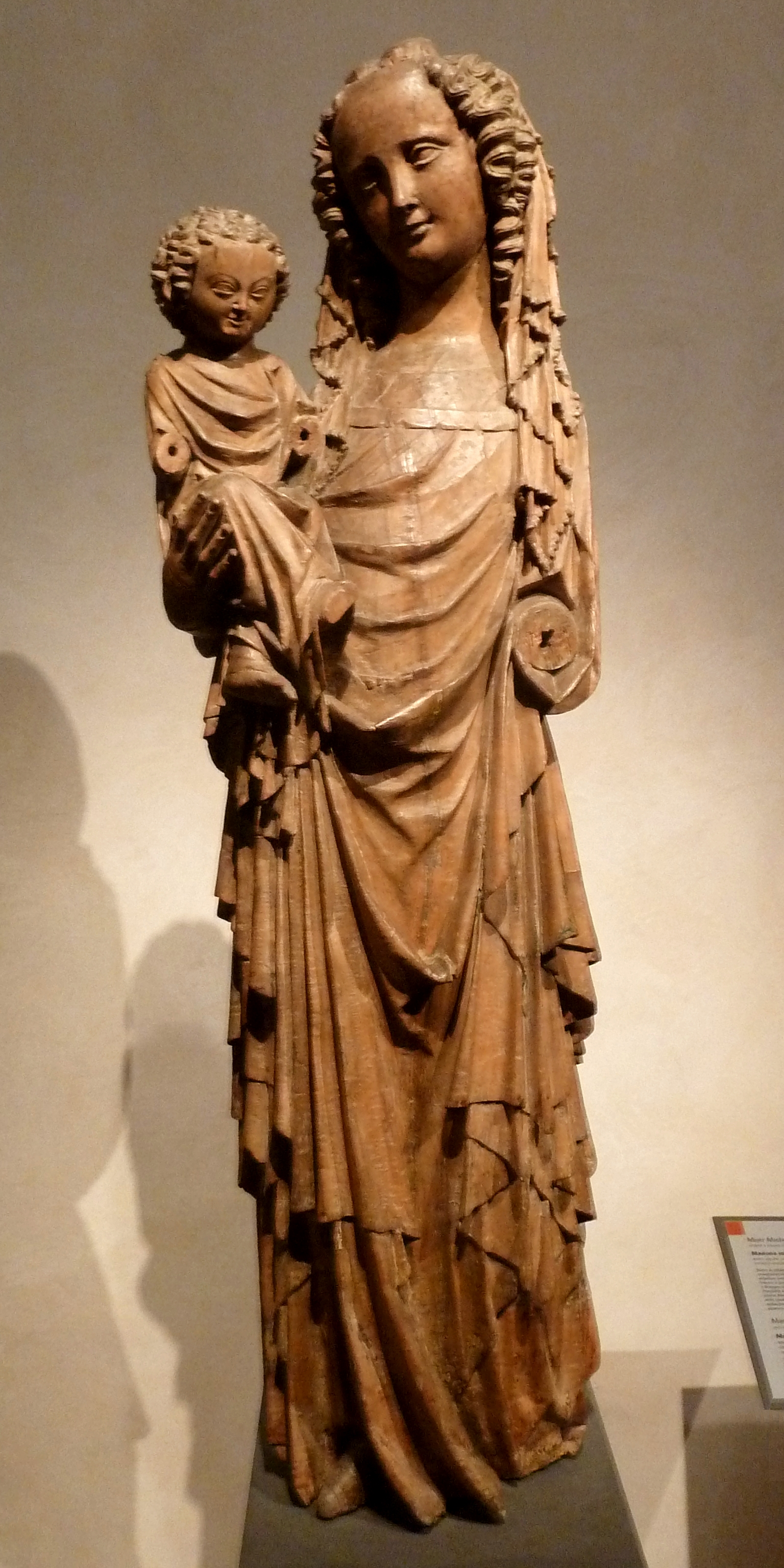
Michelská madona

Ve zmíněném kostele Narození Panny Marie byla uctívána milostná soška madony Michelské. Je to jedno z nejvýznamnějších děl českého vrcholně gotického sochařství z počátku vlády Karla IV. Michelská madona známá též jako Madona z Michle. Dřevořezba stojící Panny Marie s oblečeným Ježíškem na pravé paži má na hlavě zbytek kruhového dýnka po královské koruně s dekorativně řezanými loknami, a přemíru schematických ostře řezaných záhybů oděvu. Je vyřezána z hruškového dřeva. Komorní formát necelých 50 cm výšky prozrazuje, že byla umístěna uvnitř oltářního výklenku nebo oltářní archy. Polychromie se nedochovala. Originál sošky byl roku 1949 získán do sbírek Národní galerie v Praze pod inventárním číslem P 701. Je vystaven ve stálé expozici v Anežském klášteře. Do michelského kostela byla zhotovena kopie této sochy.
Z dílny takzvaného Mistra Michelské madony či jeho vlivu je dnes dochováno asi osm dřevořezeb ze druhé čtvrtiny 14. století. Patří k nim socha sv. Floriána z kláštera augustiniánů v Sankt Florianu, soška Broumovské madony, madony z Hrabové, Prostějovské a Znojemské madony, snad také v poslední době objevená madona na lvu z Klosterneuburgu. O původu a působišti Mistra Michelské madony historikové umění vedou spory, v úvahu přichází Praha, Brno nebo Olomouc.

## Doprava

### Železniční

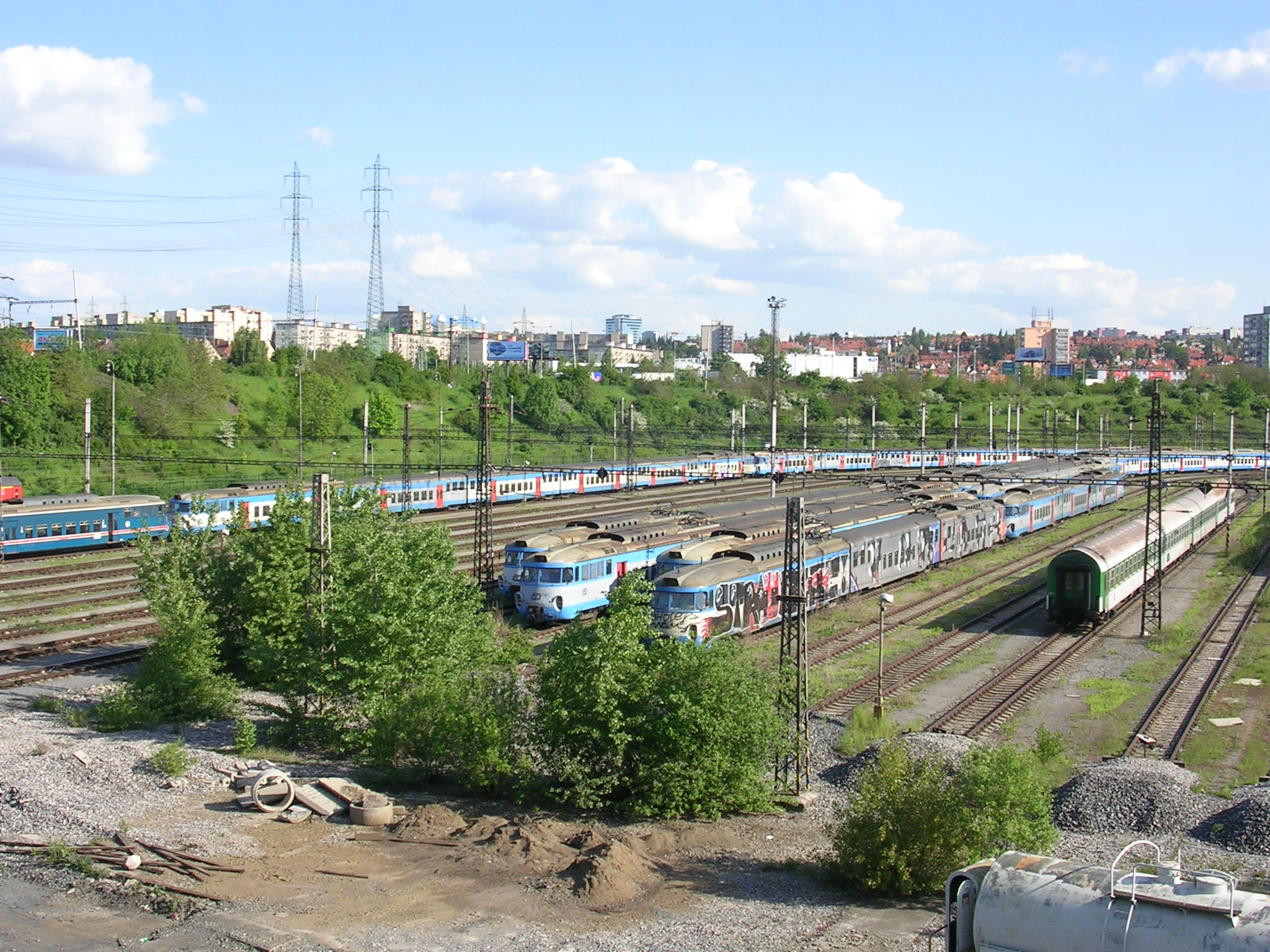
Odstavné nádraží Praha-jih na hranici Michle a Záběhlic

Přes Michli prochází od 1. března 1882 lokální železniční dráha Nusle–Modřany, dnes součást tratě 210 s větvemi do Čerčan a Dobříše. Původně procházela 94 metrů dlouhým Bohdaleckým tunelem, v letech 1929–1930 byl v místě tunelu vybudován průkop, jímž vede i vlečka michelských plynáren, od roku 1971 i napojení odstavného nádraží Praha-jih, od roku 1947 vede zářezem ulice Nad Vinným potokem. Na modřanské trati bývaly v Michli dvě zastávky, Michle (1900–1970; od roku 2002 je v blízkosti zřízená služební zastávka Praha-Vršovice depo) a Spořilov (1934–1960). Roku 1960 byla trať v jižní části Michle přeložena (napřímením zvětšen poloměr oblouků u Michelského lesa a u Spořilova a vedení trati zářezem u Kačerova). Trať je stále jednokolejná, v rámci rozvoje městské železniční dopravy se uvažuje o zdvojkolejnění. Od prosince 2014 je v provozu zastávka u stanice metra Kačerov.
Roku 1964 byla dokončena nákladní železniční jižní spojka, která z plzeňské trati vede přes Branický most, pak přes stanici Praha-Krč v souběhu s nuselsko-modřanskou dráhou až ke Spořilovu a odtud přes východní okraj Michle a podél dnešní silniční Jižní spojky mezi Zahradní Město a Strašnice, kde zaúsťuje do seřaďovacího nádraží Praha-Vršovice i do vršovicko-libeňské nákladní trati (z roku 1919).
Rozsáhlý areál odstavného nádraží Praha-jih, určeného pro vlaky osobní dopravy, byl vybudován v letech 1961–1999, hlavní část byla dokončena v prosinci 1971, roku 1998 bylo dokončeno i severovýchodní zaústění kolem Slatin do seřaďovacího nádraží Vršovice.

### Silniční síť

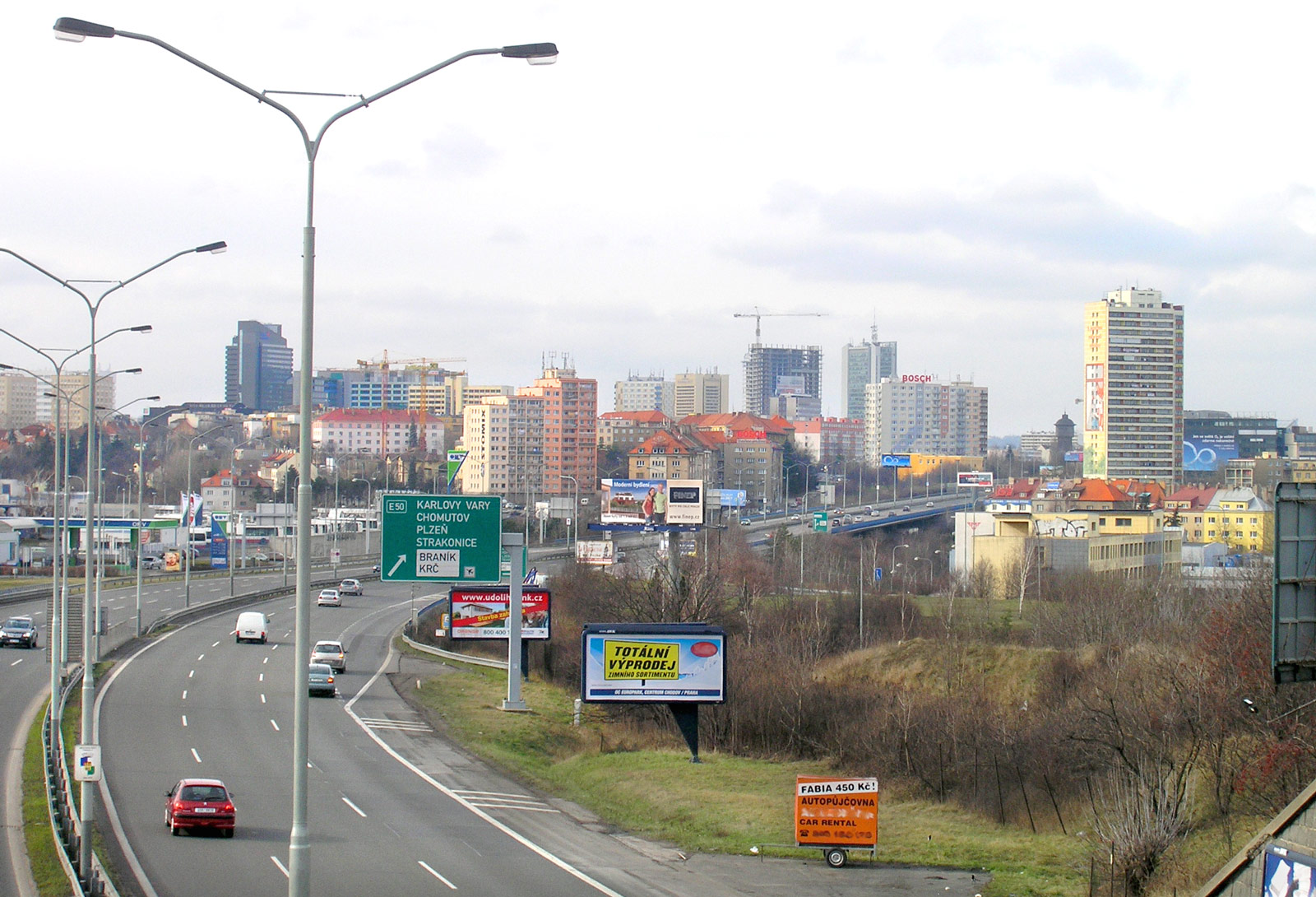
Michle podél magistrály

Michlí prochází několik páteřních komunikací. Od centra Prahy jihovýchodním směrem ji protíná Severojižní magistrála, v tomto úseku s názvem 5. května, pražské pokračování dálnice D1. Jejím předchůdcem byla Budějovická ulice, vedoucí souběžně s magistrálou po jihozápadní hranici Michle (s Krčí), z níž původně dálková doprava pokračovala přes Kačerov po Vídeňské ulici; dosud mají tyto hlavní ulice velký místní i regionální význam.
Podél jihovýchodního okraje Michle prochází Jižní spojka, část Městského okruhu – na území Michle zasahuje u Michelského lesa.
Pro místní dopravu má význam Nuselská ulice s tramvajovou tratí, spojující centrum Nuslí kolem západního úpatí Bohdalce s centrem staré Michle, kde z ní odbočuje na jihovýchod Michelská ulice směrem na Kačerov a na východ ulice U plynárny po jižním úpatí Bohdalce k Chodovské ulici. Na kačerovské pláni vede tangenciálně Vyskočilova ulice, která navazuje na Jeremenkovu a Olbrachtovu ulici od Podolí a na niž navazuje ulice V zápolí směrem ke Spořilovu.
Bohdalecká a Chodovská ulice překonávají hřeben Bohdalce na východě; tento tah má význam jak pro radiální dopravu (spojení Vršovic se Spořilovem a Jižním Městem), tak pro tangenciální dopravu (v minulosti po ní byl značen střední okruh). V úseku kolem teplárny tvoří Chodovská ulice východní hranici Michle.

### Tramvajová a autobusová doprava

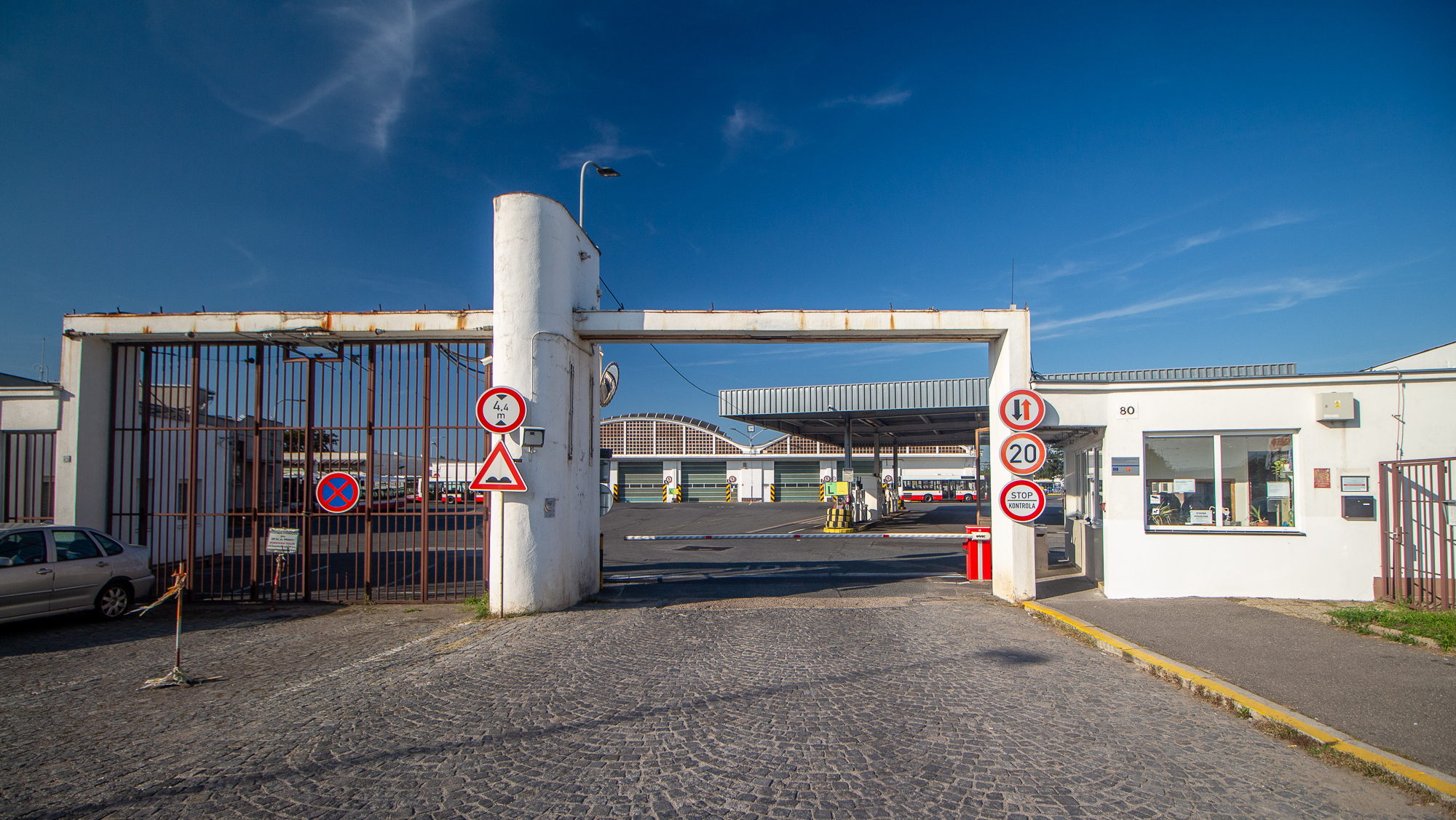
Autobusové garáže na Bohdalci

Přes Michli vede tramvajová trať z Nuslí na Spořilov. Úsek z náměstí bratří Synků Nuselskou ulicí do centra Michle byl zprovozněn 17. června 1923, úsek k Chodovské ulici 1. března 1928, prodloužení na Spořilov 12. října 1929, od 1. ledna 1956 do roku 1971 (koleje byly zcela odstraněny až v roce 1988) byla v provozu ještě krátká odbočka na okraj Záběhlic, jejíž plánované prodloužení však nebylo nikdy realizováno.
Tramvajová trať z Pankráce Jihlavskou ulicí na Kačerov byla v provozu od 29. května 1930 do 19. října 1970, kdy byla zrušena kvůli Severojižní magistrále. Úsek z Pankráce na Budějovické náměstí (Budějovickou ulicí po hranici Michle a Krče) byl zrušen 10. května 1974 kvůli souběhu s metrem.
Přes Bohdalec vedla od 21. června 1925 první autobusová linka novodobé městské dopravy, Vršovice–Záběhlice, později rozlišovaná písmenem A, předchůdkyně pozdější linky 101. Bohdaleckou a Chodovskou ulicí přes Bohdalec odedávna jezdily příměstské autobusové linky, dnes v tomto úseku nahrazené kapacitní autobusovou linkou 213, spojující oblast Vršovic a Vinohrad se sídlišti na jihu Prahy 4.
Na území Michle jsou dvoje autobusové garáže Dopravního podniku hlavního města Prahy: garáže Kačerov (mezi Kačerovem a Spořilovem) a garáže Vršovice (na Bohdalci). U Kačerova je též depo metra, na Bohdalci areál Veolia Transport (dříve Connex), který slouží převážně kamionové dopravě.

### Cyklistické trasy
Ulicí U Michelského lesa prochází značená cyklistická trasa A 22 (dříve ÚJ-BR), plnící v této části roli obdoby silniční Jižní spojky.
Cyklistická stezka, která v budoucnu měla být součástí trasy č. 11 (nyní A 23), byla před lety jako jedna z prvních v Praze vyznačena v ulici U Plynárny. Je však bohužel ukázkou naprosto nevhodného způsobu značení: vodorovným dopravním značením je na chodníku pro cyklisty vyhrazen úzký pruh, ve kterém stojí sloupy veřejného osvětlení a tramvajového trakčního vedení.
V rozvojových plánech je navrženo vyznačení tras:
- A 41 od depa Kačerov kolem stanice metra Budějovická a dále podél Budějovické ulice na Pankrác (a dále na Nové Město)
- A 42 od depa Kačerov kolem Thomayerovy nemocnice ke Lhotce
- A 22 přibližně po dnešní trase ÚJ-BR
- A 212 podél západního okraje Michelského lesa do Kunratic
- A 222 z Michelského lesa na sídliště Spořilov
- A 23 ze Záběhlic podél ulic Záběhlická, U plynárny a Nuselská do Vršovic (podle původně plánované trasy 11)
- A 223 z Kačerova kolem michelských pekáren k michelskému průkopu (železničním mostům v ulici U plynárny)
- A 42 ze Záběhlic přes kolonie Na Slatinách a Pod Bohdalcem do Vršovic ke Slavii
- A 234 ze Slatin do strašnické ulice V Korytech

## Osobnosti
- Jan Čapek (1876–1918), československý legionář
- Anna Křenová, komunistická protinacistická odbojářka
- Sylvestr Krnka, puškař, zemřel v Michli
- Jan Kubelík, houslista
- Zdeněk Podlipný, herec a režisér

## Další fotografie

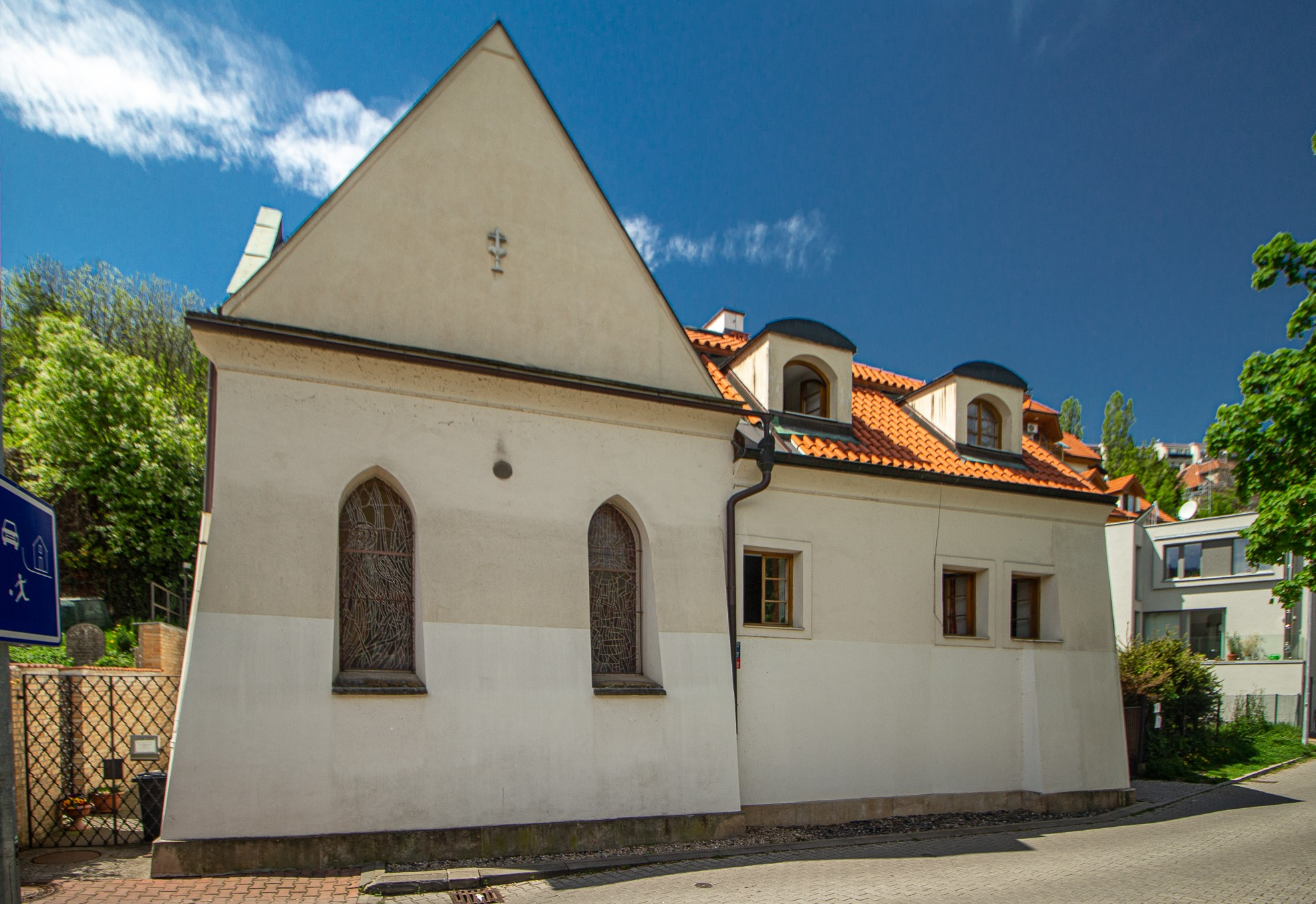
Bývalá synagoga, dnes modlitebna Církve československé husitské
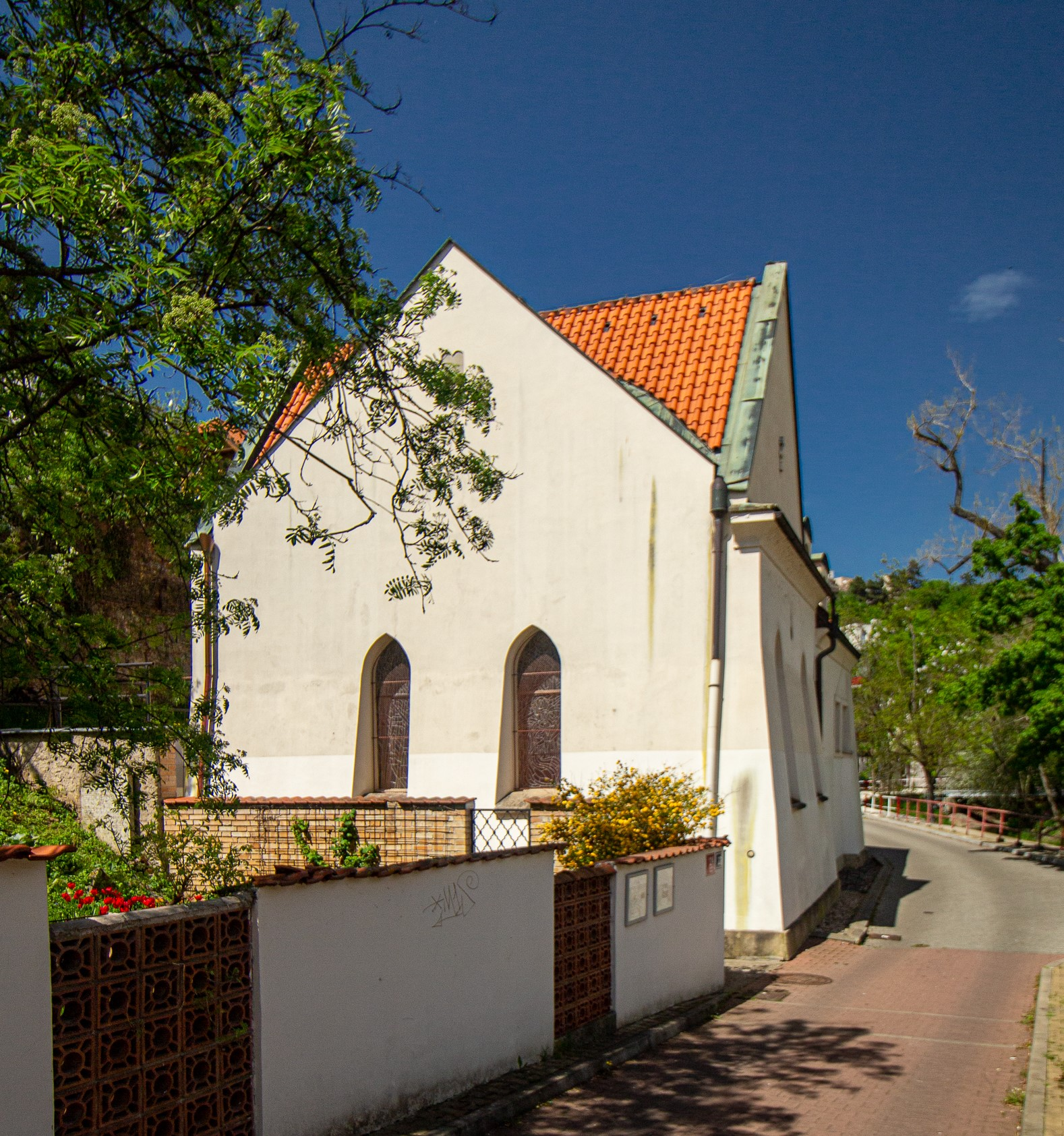
Bývalá synagoga, dnes patřící Církvi československé husitské
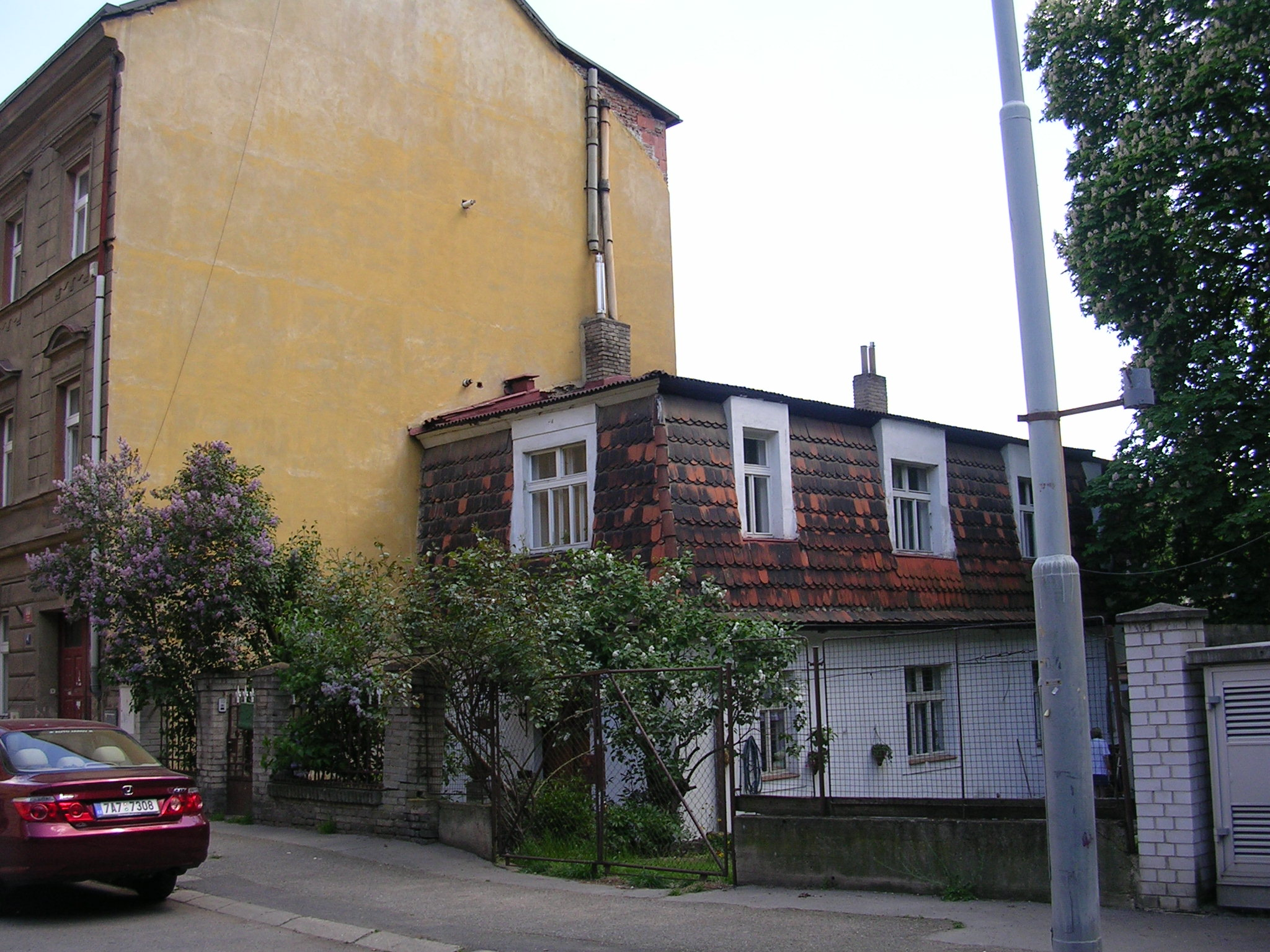
Na kolejním statku, přechod mezi venkovskou a městskou zástavbou
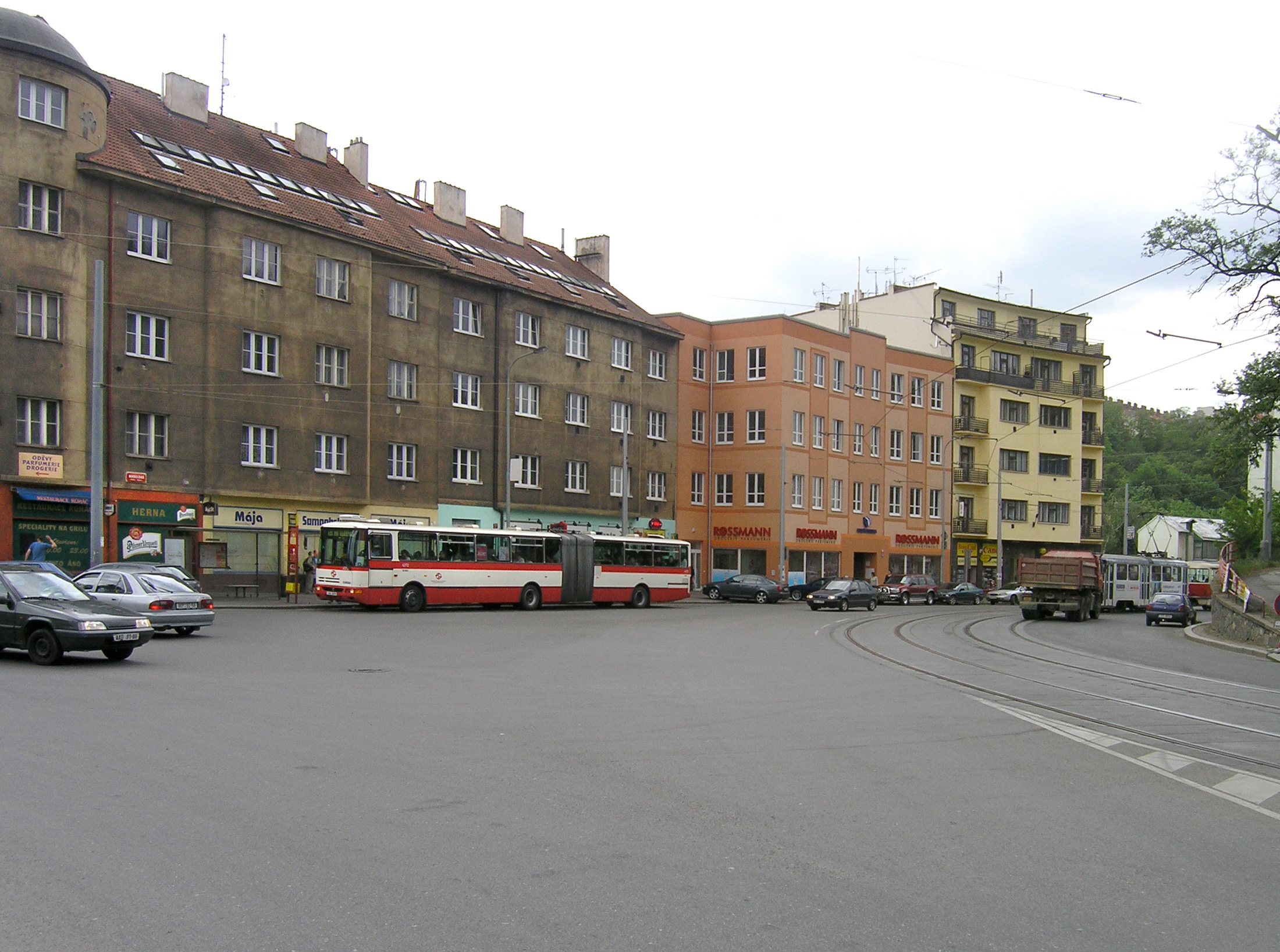
Nuselská ulice
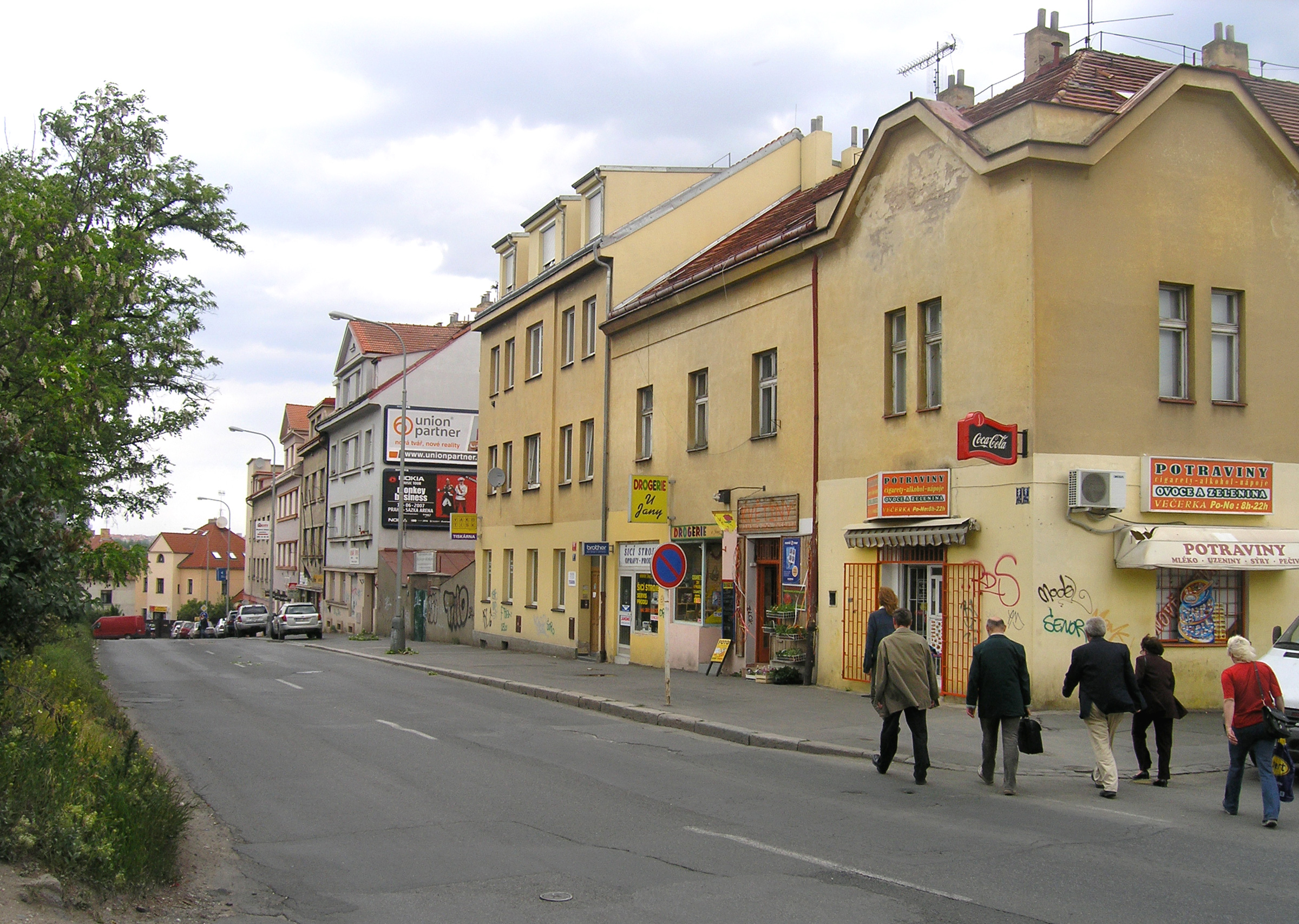
Michelská ulice
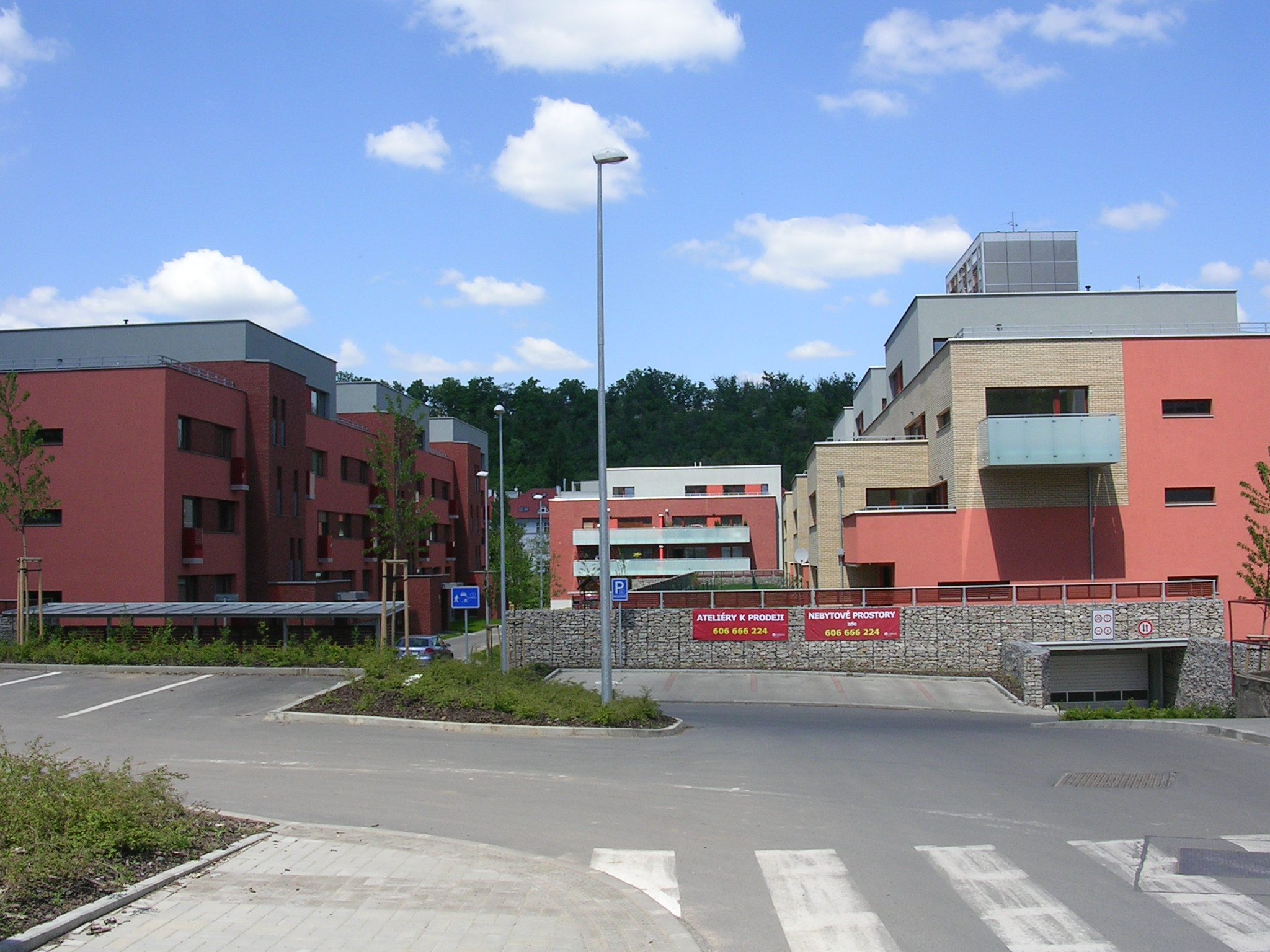
Nová zástavba u Botiče (Tigridova ulice, projekt „Nad Botičem“)
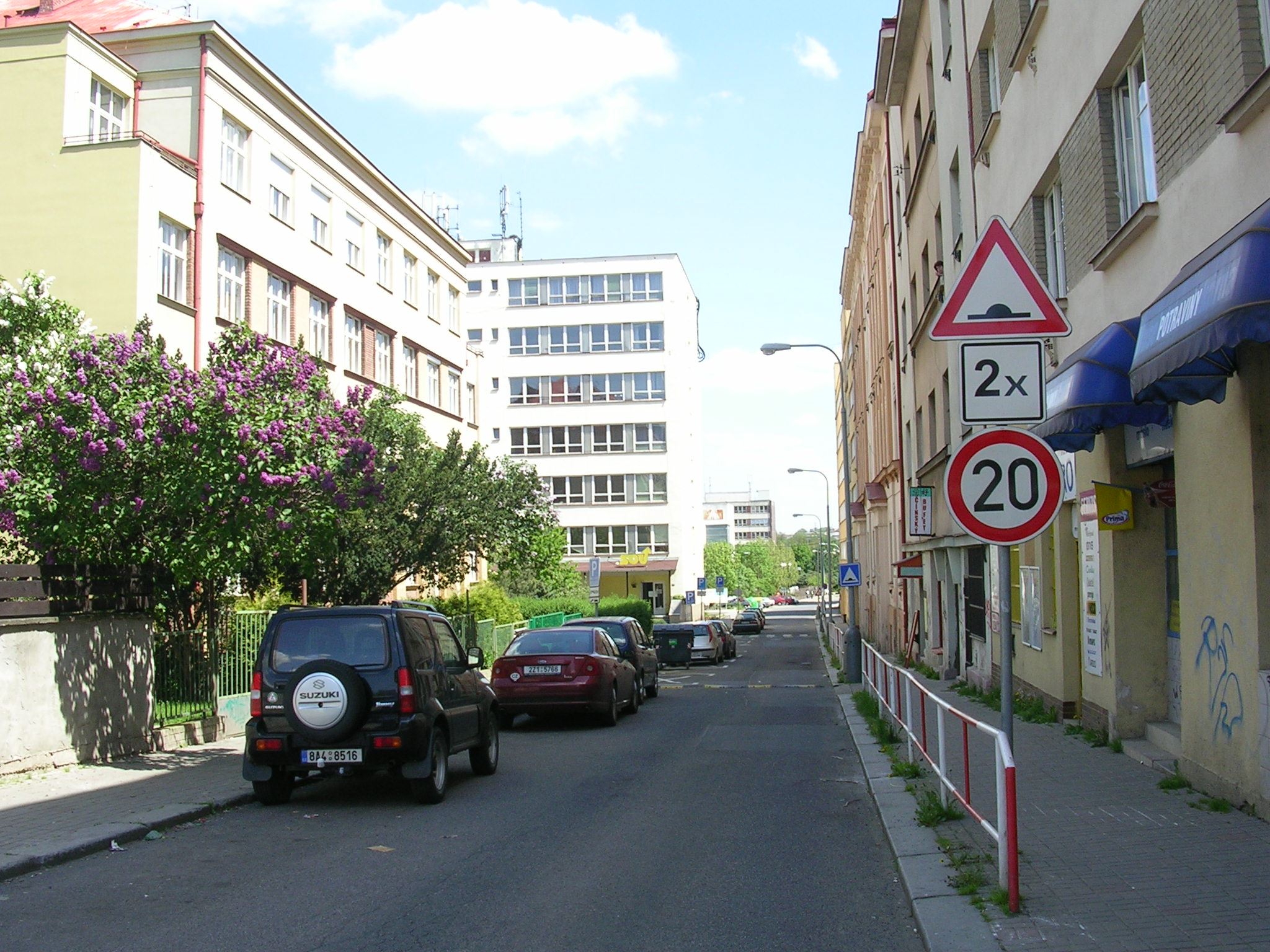
Ohradní ulice, vlevo Gymnázium Elišky Krásnohorské a SOU